# Nie wierzcie bliźniaczkom 3
Nie wierzcie bliźniaczkom 3 (pierw. Rodzice, miejcie się na baczności III) – amerykański film komediowy z 1989 roku opartym na motywie powieści Ericha Kästnera.

## Fabuła
Trzy siostry trojaczki - Lisa, Jessie i Megan Wyatt - wracają do Los Angeles po wakacjach, które razem spędziły poza domem. Na miejscu zostają wręcz zaszokowane przez swojego tatę. Okazuje się bowiem, że ich ojciec Jeffrey - wdowiec - zamierza powtórnie związać swe życie z kobietą. Macochą dziewczynek ma zostać Cassie McGuire, która jednak nie wydaje się bliźniaczkom dobrą "kandydatką" na tę funkcję...

## Obsada aktorska[1]
- Monica Creel - Jessie Wyatt
- Barry Bostwick - Jeffrey Wyatt
- Loretta Devine - Thelma
- Hayley Mills - Susan Evers/ Sharon Grand
- Ray Baker - Nick
- Christopher Gartin - David
- Leanna Creel - Lisa Wyatt
- Loy Creel - Megan Wyatt